# NGC 4644
NGC 4644 é uma galáxia espiral barrada (SBb/P) localizada na direcção da constelação de Ursa Major. Possui uma declinação de +55° 08' 43" e uma ascensão recta de 12 horas, 42 minutos e 42,6 segundos.
A galáxia NGC 4644 foi descoberta em 14 de Abril de 1789 por William Herschel.